# Chaetopteroplia naviauxi
Chaetopteroplia naviauxi är en skalbaggsart som beskrevs av Baraud 1984. Chaetopteroplia naviauxi ingår i släktet Chaetopteroplia och familjen Rutelidae. Inga underarter finns listade i Catalogue of Life.